# بنك شهزالال الإسلامي المحدود
بنك شهزالال الإسلامي المحدود (SJIBL) هو بنك تجاري للقطاع الخاص متوافق مع الشريعة الإسلامية في بنغلاديش.